# Jori Davis
Jori Davis (Rochester, 21 aprile 1989) è una cestista statunitense.

## Carriera
È stata selezionata dalle Indiana Fever al terzo giro del Draft WNBA 2011 (33ª scelta assoluta).